# Holokaust v Polsku

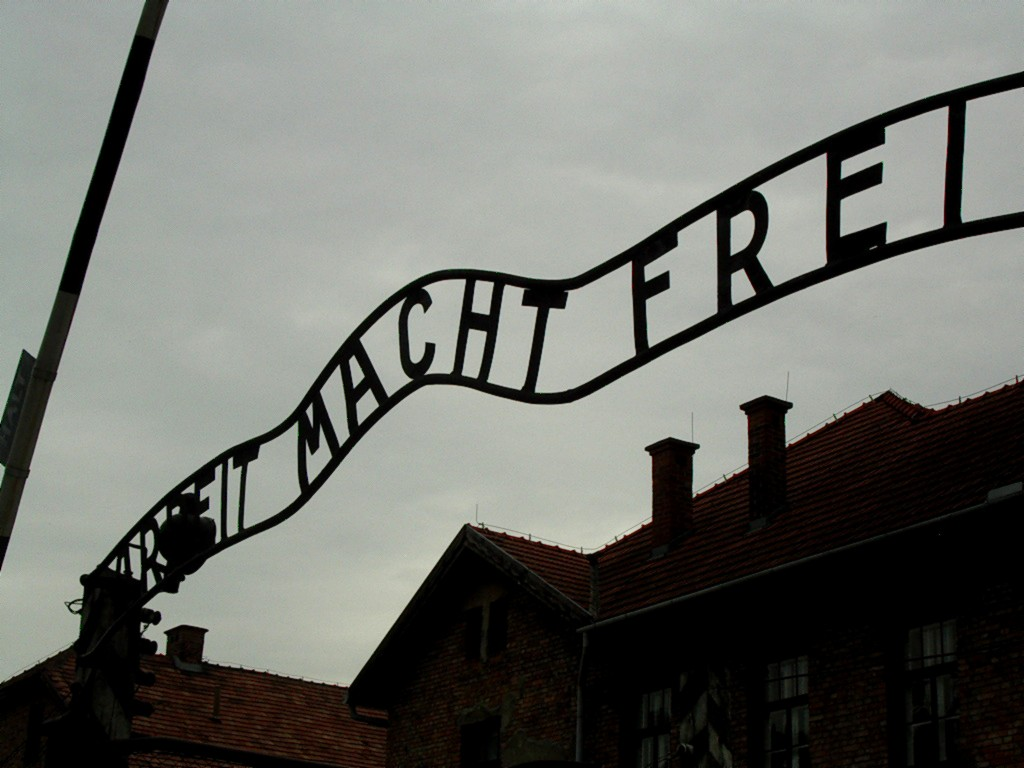
Vstupní brána do koncentračního táboru Auschwitz

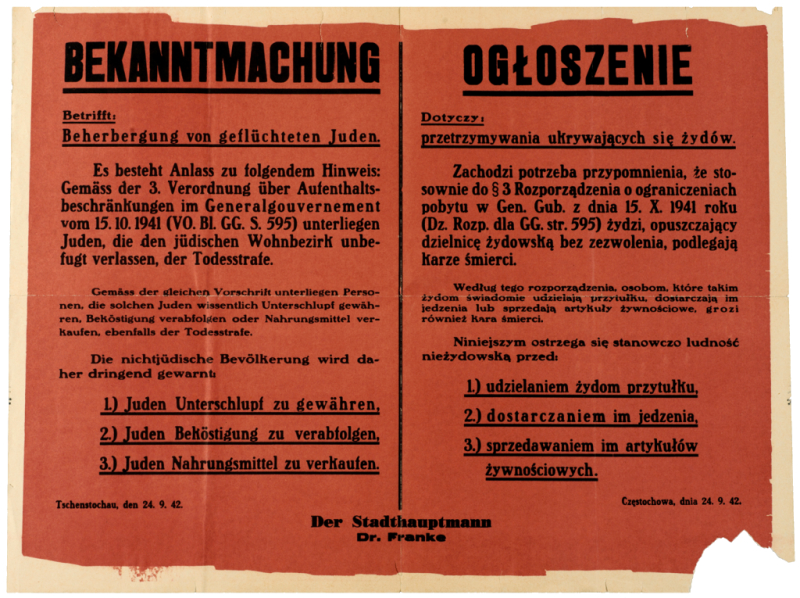
Úřední oznámení Generálního gouvernementu ze září 1942 týkající se trestu smrti za ukrývání Židů a prodej nebo obstarávání jim potravin

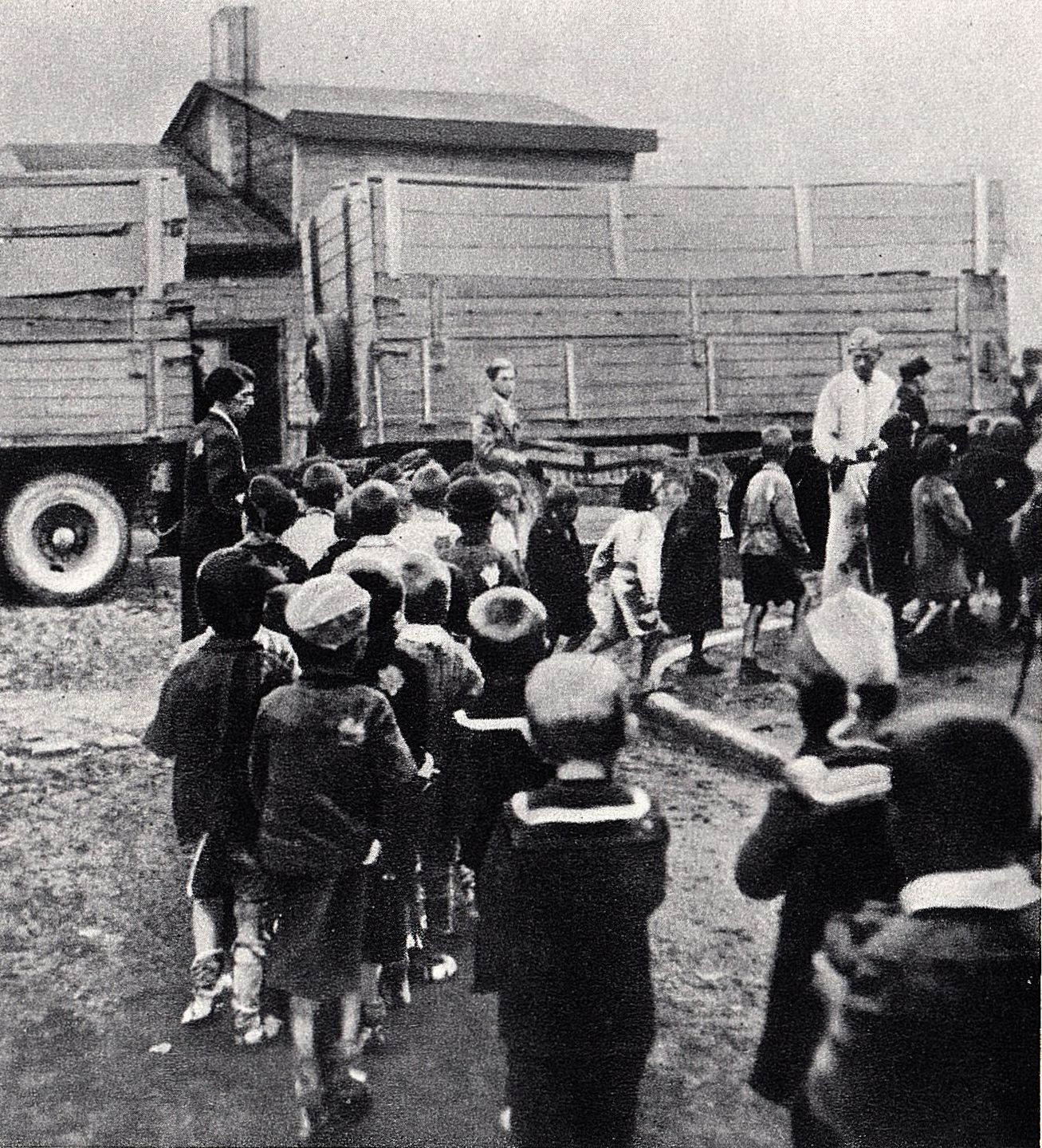
Lodžské ghetto. Deportace židovských dětí ze sirotčince z Marysina u Lodži do Vyhlazovacího tábora Chełmno

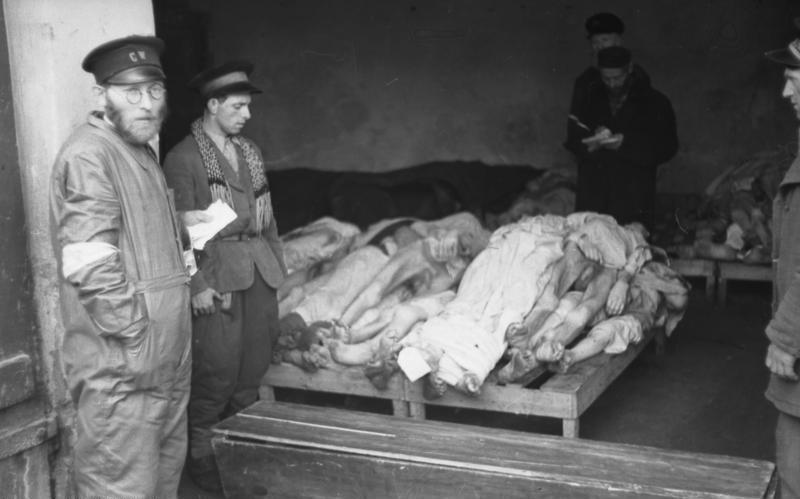
Varšavské ghetto. Mezi lety 1940 až 1942 zde z hladu a nemocí zemřelo okolo 92 tisíc Židů

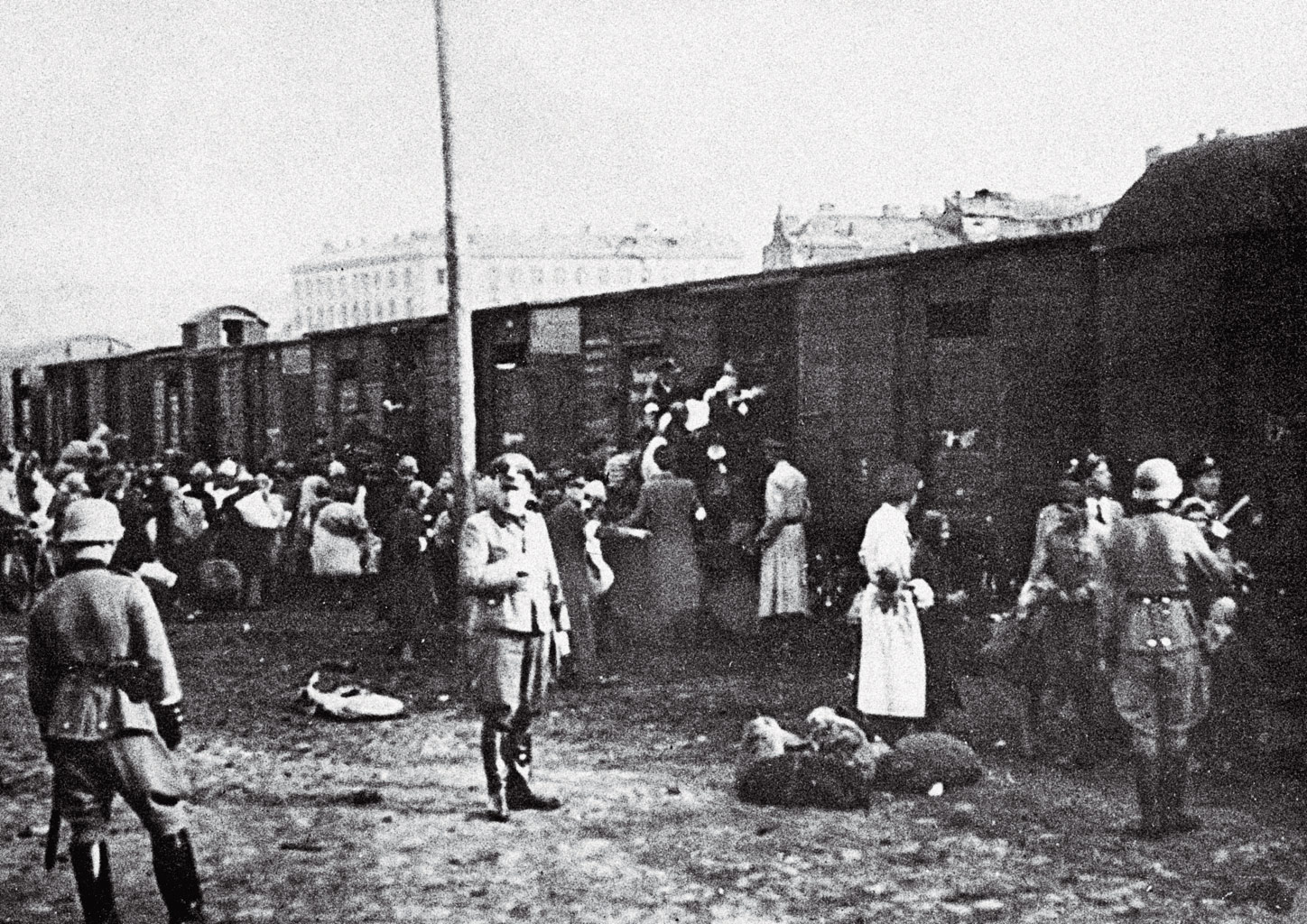
Umschlagplatz ve Varšavě. Židé zde byli nakládáni do vlaků a převáženi do vyhlazovacího tábora Treblinka

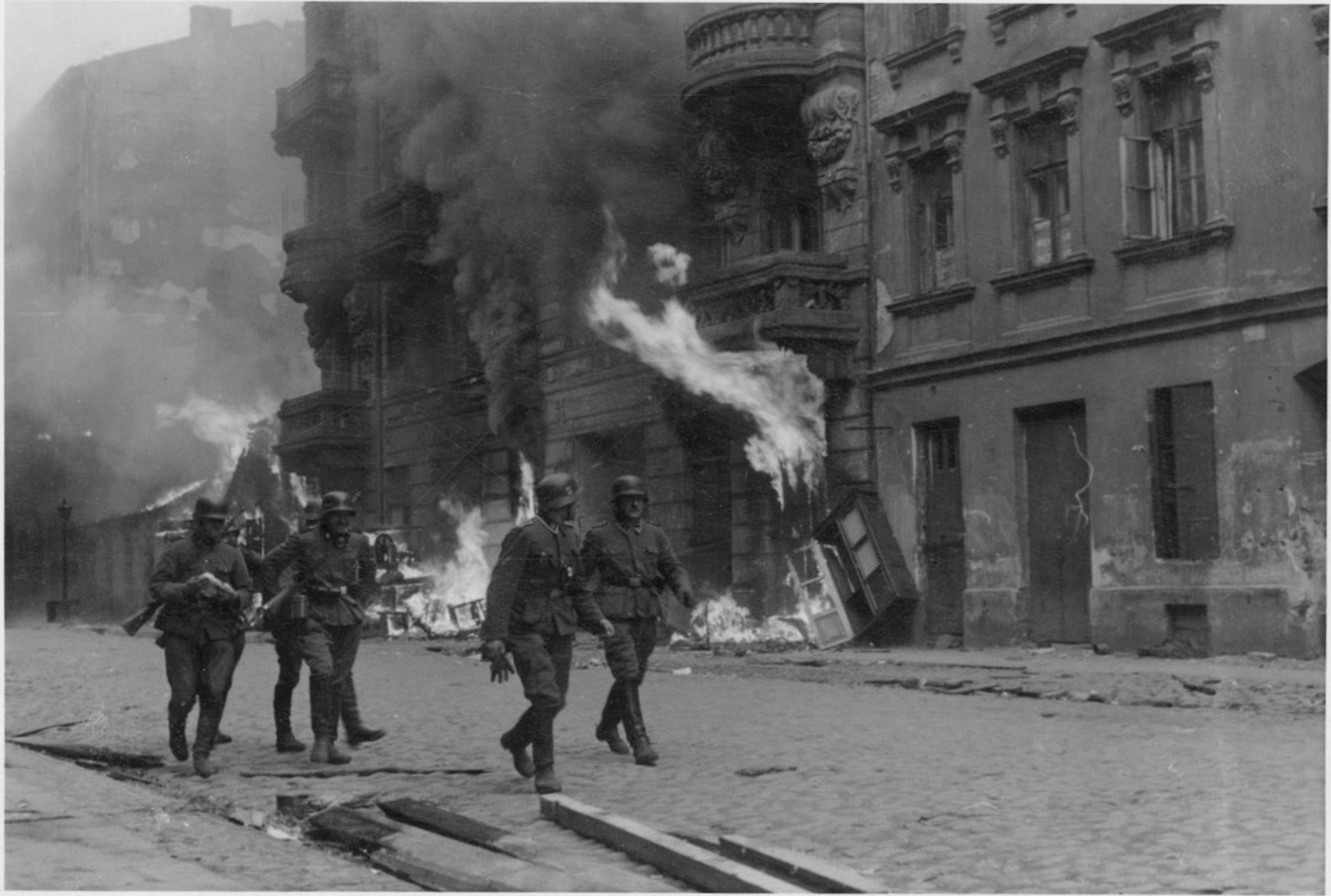
Němečtí vojáci zapalující budovy během povstání ve varšavském ghettu

Holokaust na území Němci okupovaného Polska byl částí německého plánu na vyhlazení Židů. Oběťmi byli nejen polští Židé, ale i jiná etnika. Nejznámějším faktorem holokaustu v Polsku je vybudování táborů smrti na jeho území Němci a následné používání těchto táborů k postupnému vyhlazování Židů.

## Historie
Polští Židé trpěli nejvíce v období holokaustu. Okolo 6 milionů občanů Polska během druhé světové války přišlo o život a přibližně polovina z těchto šesti milionů byla židovského původu. Byli zavraždění v nacistických táborech smrti jako Auschwitz, Treblinka, Majdanek, Bełżec, Sobibor a Chełmno nebo následkem vyhladovění v ghettech. Další zemřeli rukou takzvaných Einsatzgruppen, které ve východní Evropě pořádaly „Hony na Židy“.
Některé masakry byly Němci pouze vyprovokovány nebo inspirovány. Někdy byly uskutečňovány za pomoci Poláků nebo pouze samotnými Poláky. Za příklad může být uveden Pogrom v Jedwabném, během kterého přišlo o život (dle pozdějších odhadů Institutu národní paměti) přinejmenším 340 Židů. Skutečnost polského podílu na masakrech v době války je až dodnes kontroverzním tématem, a to i přesto, že Institut národní paměti zveřejnil důkazy o polské účasti na masakrech v mnoha jiných městech, než v Jedwabném. Jako důvod k těmto činům je uváděn antisemitismus, chuť pomstít se Židům, kteří podporovali komunisty a obyčejná lidská chtivost.
Němci vytvořili mnoho ghett, ve kterých byli shromažďováni Židé ze všech okupovaných území. Mezi největší patřilo ghetto ve Varšavě (ve kterém bylo v roce 1941 umístěno 460 a v roce 1942 pak 380 tisíc osob) a ghetto v Lodži (ve kterém se Židů nacházelo na 160 tisíc). Mezi jiná polská města, ve kterých byla vytvořena větší ghetta, patřily Białystok, Čenstochová, Kielce, Krakov, Lublin, Lvov, Radom i Vilnius. Prvním ghettem na území okupovaného Polska bylo ghetto v Szydłowci.
Varšavské ghetto bylo založeno generálním gubernátorem Hansem Frankem 16. října 1940. V tom roce v něm žilo 450 tisíc Židů, kteří tvořili zhruba 30 % populace Varšavy s tím, že ghetto zabíralo pouze 2,4 % města. Dne 16. listopadu bylo ghetto od zbytku města ohrazeno vysokou zdí. Během dalších osmnácti měsíců bylo do ghetta přivedeno mnoho Židů z menších měst a vesnic, ale počet jeho obyvatel i tak stagnoval, jelikož mnozí lidé umírali z hladu a nakažlivých chorob (především tyfu). Průměrné příděly jídla pro Židy činily v roce 1941 253 kcal na den, pro Poláky 669 kcal a pro Němce 2613 kcal.
Dne 15. října 1941 gubernátor Hans Frank vydal nařízení zabraňující Židům opouštění pro ně vyznačených čtvrtí pod trestem smrti.
Dne 22. července 1942 začala hromadná deportace, při které bylo do 12. září do vyhlazovacího táboru Treblinka z ghett vyvezeno na 300 tisíc Židů. Deportaci provádělo více než 50 německých SS-manů, 200 lotyšských vojáků z praporů Schutzmannschaften, 200 ukrajinských policistů a 2500 členů Židovské policie. Výměnou za spolupráci bylo tamním Judenratům a členům Židovské policie spolu s jejich rodinami garantována nedotknutelnost. Během několika měsíců se ovšem ukázalo, že tyto garance měly pouze dočasné trvání.
Dne 18. ledna 1943 se začala část obyvatel (mezi nimiž byli členové Židovského vojenského svazu a Židovské bojové organizace) stavět na ozbrojený odpor proti dalším deportacím. Ghetto bylo ovšem i přes tyto snahy o 4 měsíce později, po potlačení povstání ve varšavském ghettu, které začalo 19. dubna 1943, do základů zničeno.
Osud varšavského ghetta byl podobný osudům všech ostatních židovských ghett ve východní Evropě. Spolu s rozhodnutím o Konečném řešení židovské otázky (Endlösung) – vyhlazení evropských Židů – začala v roce 1942 na území okupovaného Polska Operace Reinhard, během které bylo do října 1943 zavražděno na 2 miliony Židů.

## Polská pomoc Židům
Polsko bylo jedinou zemí okupovanou během 2. světové války, kde byl zaveden trest smrti pro každého, kdo ukrývá, nebo jinak pomáhá Židům.. I přes to Poláci tvoří největší skupinu mezi oceněnými medailí Spravedlivý mezi národy.
Roku 1941 byla pod správou informačního oddělení Úřadu informací a propagandy hlavního Štábu Zemské Armády založena takzvaná Židovská sekce. Ta ihned započala se systematickým sběrem informací o osudech polských Židů a vysílala je na ústředí do Londýna. V reakci na vyhlazování židovské populace byla v září 1942 Zofií Kossak Szczuckou a Wandou Krahelskou založena Dočasná komise pomoci Židům, která byla v prosinci téhož roku transformována na Radu pomoci Židům „Żegota”. V březnu 1943 jmenoval Witold Bieńkowski (pracující pod pseudonymem „Wencki”) Židovskou sekci vládní delegatury.
Polská exilová vláda v říjnu 1942 jako první informovala mezinárodní společenství o existenci nacistických táborů smrti a systematickém vyhlazování Židů. Přesněji bylo mezinárodní společenství informováno Janem Karským a vůdcem odboje v táboru Auschwitz-Birkenau, Witoldem Pileckým Dne 18. prosince 1942 poslal exilový prezident Władysław Raczkiewicz dopis papežovi Piu XII., ve kterém jej žádal o veřejnou obranu vražděných Poláků a Židů.